# Anthonomus rubi
L'antonomo del lampone o antonomo della fragola (Anthonomus rubi) è un coleottero della famiglia dei Curculionidi (Curculionidae).

## Descrizione
L'antonomo del lampone è un coleottero lungo all'incirca da due a quattro millimetri. La superficie del suo corpo è nera o bruno scura, con una lucentezza leggermente metallica e presenta una rada peluria grigia. Le antenne, che iniziano nel primo terzo della proboscide, sono di colore rosso bruno scuro e terminano con clave scure. Le zampe sono ugualmente scure e dotate di una peluria chiara. Le coperture delle ali sono nettamente striate e munite di grossi punti.

### Sinonimi
Oltre a una molteplicità di sinonimi del genere esistono anche alcuni sinonimi per la specie:
- Curculio ater Marsham, 1802
- Anthonomus gracilipes Desbrochers, 1873
- Anthonomus leptopus Gozis, 1881
- Curculio melanopterus Marsham, 1802
- Anthonomus obscurus Stephens, 1831
- Anthonomus uniformis Faust, 1890

## Ciclo biologico
I coleotteri adulti trascorrono l'inverno in letargo e in primavera per prima cosa raccolgono il polline. Le femmine dell'antonomo del lampone depongono singole uova nei boccioli delle Rosacee (Rosaceae). In questo la femmina per prima cosa scava a morsi un buco nel bocciolo e poi comincia a rodere anche il gambo del bocciolo. Dopo poco tempo il bocciolo è appassito e cade. La larva penetra nel bocciolo e successivamente là dentro si trasforma in pupa. Dopo il riposo della pupa il coleottero maturo esce dal bocciolo attraverso un'apertura laterale. Il coleottero successivamente divora i petali e molto presto entra in estivazione.

## Distribuzione
L'antonomo del lampone si può trovare sulle fragole, sui lamponi e più raramente anche sulle more, sulle rose e sui geum. Talvolta si può trovare anche sulle composite. Il coleottero è diffuso nell'ecozona paleartica. A nord lo si può trovare fino nella Fennoscandia centrale, e si presenta anche sulle Isole britanniche.

## Parassita
L'antonomo del lampone si manifesta occasionalmente come parassita nelle coltivazioni delle fragole. Come contromisura si è rivelata efficace soltanto la potatura regolare dei boccioli disseccati. Subito dopo la conclusione della raccolta è consigliabile una spruzzata con un'infusione di tanaceto.